# Carlet
|  | Per a altres significats, vegeu «Carlet (desambiguació)». |

Carlet és una ciutat i municipi del País Valencià situat a la Ribera Alta. Amb 15.945 habitants (dades del 2022) és el quart municipi en població de la comarca, després d'Alzira, Algemesí i Carcaixent.

## Toponímia
Segons Joan Coromines (1995), és probable que el nom de Carlet resulte de l'àrab vulgar valencià Qalaét (Alcalans), que significa "plaça forta", "castell", reduït a Calet i contaminat per la "r" del nom de la Caverna de Matamón, a la qual els moros anomenaven Garlédi (cova infernal) o Gar-al-meit (cova dels homes morts). No obstant això, el Diccionari Enciclopèdic Salvat (edició de 1967), assenyala que el nom de carleta (llima per a escalabornar el ferro) procedeix del francès carlette, la fonètica del qual és idèntica a la de Carlet, per la qual cosa és probable que el nom procedisca de l'antic occità.
Esta última etimologia concorda més amb la forma ortogonal del seu plànol urbà que es va introduir a Espanya en les terres conquerides als àrabs. El motiu d'esta afirmació es basa en el fet que la forma del pla ortogonal urbà correspon a la Baixa Edat mitjana procedent de les antigues ciutats fundades durant el període de l'Imperi Romà (i heretat al seu torn per l'Imperi Carolingi) i diferent en la seua forma, per tant, a les alqueries o pobles d'origen àrab. I en realitat, el poble o alqueria fundat pels àrabs a Carlet no es trobava en l'emplaçament actual sinó en la zona, ara despoblada, de Pintarrafes, que queda cap al nord-oest del municipi. Este nom de Pintarrafes (o Pintarrafecs) sí que té origen àrab. En aquest indret, on hui s'alça l'ermita de Sant Bernat, va ser on van nàixer Bernat Màrtir, Maria i Gràcia, fills del rei moro, que van patir el martiri per haver-se convertit a la fe cristiana i ara són els patrons d'Alzira i Carlet.

## Geografia
El terme, de 45,60 km² i pràcticament pla, se situa a la vall dels Alcalans i es troba solcat pel riu Magre, d'escàs cabal però fortes avingudes, el riu Sec, o barranc de Montortal i la rambla de la Parra. El nucli urbà de Carlet es troba emplaçat a la banda dreta del Magre, mentre que a l'esquerra hi ha una zona industrial.
El seu terme té una superfície plana en la seua major part, en trobar-se en l'horta del riu Magre. Per l'oest penetren els contraforts de la lloma de Matamon, que supera els 300 metres d'altura. El riu Magre, d'escàs cabal, però de grans avingudes en èpoques plujoses abans de la construcció del pantà de Forata, travessa el territori de nord-oest a sud-est. Drenen també el terme municipal el riu Sec o Barranc de Montortal i el seu afluent, la Rambla de la Parra, que procedeix del terme de Tous. El mateix riu Magre divideix l'ampli terme en dues meitats pràcticament iguals. La part de l'esquerra, és a dir, cap a l'est, forma una gran plana (El Pla), que arriba al límit amb Alginet pel nord-est, del qual el separa la Serra d'Alèdua (130 metres). La part de la dreta, on està també la capital municipal, s'estén cap al sud-oest fins a tocar els contraforts de la lloma de Matamon. L'altitud oscil·la entre els 310 metres a l'oest (Lloma de Matamon) i els 40 metres a la vora del riu Magre. El poble s'alça a 49 metres sobre el nivell de la mar.

### Nuclis
- Carlet
- Ausiàs March
- Villarubia

### Límits geogràfics
Carlet és fronterer amb les localitats de l'Alcúdia, Alfarb, Alginet, Benimodo, Catadau, Guadassuar i Tous. A més, es situa en la coneguda com "segona corona" de l'Àrea Metropolitana de València, degut a que el municipi es situa a només 34 kilòmetres al sud-oest del Cap i Casal.
| Nord-oest: Catadau | Nord: Alfarb              | Nord-est: Alginet  |
| Oest: Tous         |                           | Est: Guadassuar    |
| Sud-oest: Benimodo | Sud: Benimodo i l'Alcúdia | Sud-est: L'Alcúdia |

### Història urbana

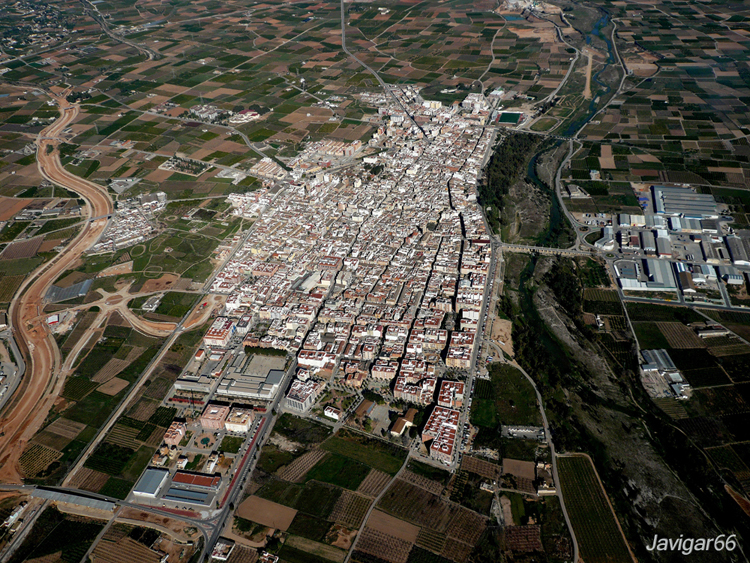
Fotografia aèria de Carlet. El nucli principal de la ciutat es situa al centre de la imatge, a la dreta el riu Magre i a l'esquerra el barri de Villarubia.

La ciutat de Carlet té un plànol urbà ortogonal o en escaquer (amb una xicoteta corba cap al sud-est per a adaptar-se a la pròpia corba del riu Magre). Este tipus de plànol urbà és similar al que els cristians van emprar en la fundació de ciutats noves i que tenia els seus antecedents a les ciutats romanes. A Espanya este tipus de pla es va difondre a partir del de Jaca. El Fur aragonés va difondre este tipus de plànol urbà en les noves poblacions que s'anaven creant, com succeeix a Vila-real (Plana Baixa). En les antigues ciutats romanes, el pla es disposava entorn de dos carrers principals: el cardo de nord a sud (d'on ve la paraula punt cardinal) i el decumanus d'oest a est. En el cas de Carlet, el card correspondria a la carretera de Tavernes de la Valldigna (CV-50), que constitueix el carrer Colón, mentre que el decumanus enllaçaria el camí del Cementeri, a l'oest de l'estació del tren (El Ravalet) amb el pont de la carretera que va cap a Alginet i València. No obstant això, en este últim cas no es pot distingir tan nítidament perquè no hi ha un carrer completament recte d'est a oest. És molt probable que en els seus començaments en el segle xiii, Carlet només estiguera compost per uns pocs carrers paral·lels al riu pel seu marge dret (a l'oest del mateix), la qual cosa explica la raó per la qual el carrer Major estiga més prop del riu (havia de ser el "card" original). En definitiva, l'eixample urbà de la ciutat es va anar realitzant lentament durant diversos segles i el carrer Colón es va convertir, amb el temps, en el vertader card o carrer principal de nord a sud, mentre que en l'encreuament dels dos carrers principals es trobaria en l'antic edifici del Teatre El Segle, visible en les fotos. I en el cas de Carlet, el Mercat municipal es va construir, en una data relativament recent (1934), en l'extrem oriental del decumanus, al costat del riu, característica que li haguera donat en l'antiguitat, el vertader caràcter de fòrum amb la protecció necessària, sense estar en el centre de la població.

## Història

### Primers assentaments
Tot i que hi ha escasses mostres de poblament anteriors a l'època musulmana, s'han trobat alguns atifells del Paleolític i del Neolític a la Parra; dels ibers al poblat de Matamon i a la Font Blanca; i dels romans hi ha les restes d'una possible vil·la rústica a la partida de Fornals i algunes romanalles a la Font Blanca i al Pedregalet.

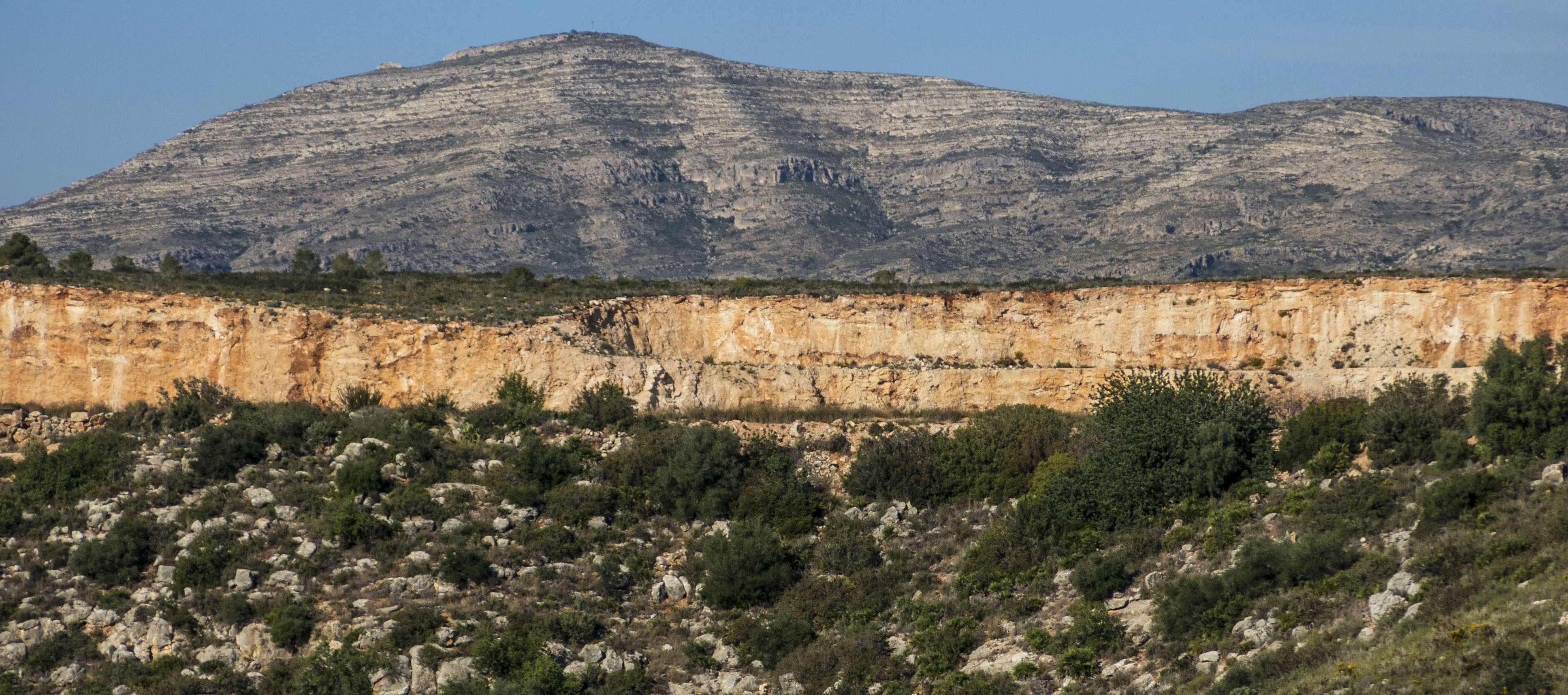
Llomes de Matamon vistes des del Parc Natural de les Coves del Truig.

Per tant, els primers testimonis de l'activitat humana referida a Carlet es remunten a la prehistòria. L'origen del poblament de la zona es trasllada al Paleolític i Neolític, ja que trobem puntes de fletxa, agulles i raspadors de sílex. Totes aquestes troballes es troben en la zona de la Cova de Primo (la Parra).
La cultura ibèrica també va deixar la seua imprempta a Carlet. Esta apareix a la fi del segle vi aC. El poblament ibèric s'articula en un conjunt de jaciments dependents d'un nucli principal, fortament defensat. El principal jaciment de Carlet es troba en la Font Blanca, en la zona dels Cabeçolets, a 3600 m del poble. Un altre jaciment ibèric es troba en el poblat de Matamon, a l'oest dels termes de Carlet i Catadau, formant límit amb el de Tous. D'esta lloma de Matamon es van recollir huit fragments de xicoteta grandària, de ceràmica àtica de vernís negre alguns de ceràmica ibèrica amb decoració geomètrica senzilla.
Amb l'arribada dels romans a la península al 218 aC, Carlet va quedar inclosa en la Hispània Citerior. D'aquesta primera època de dominació romana de Hispània, a Carlet s'ha trobat el jaciment de La Font Blanca, que compta amb evidències arqueològiques que van des del segle III aC fins al II dC. Amb la divisió provincial d'August, Carlet passaria a formar part de la Tarraconensis. Durant aquest període iniciat al 27 aC, a les proximitats de la localitat s'ha documentat restes ceràmiques al jaciment de Els Fornals. A més s'ha trobat evidències d'herència romana al jaciment de El Pedregalet. Entre aquests tres poblats ha aparegut ceràmica fina Campaniana, Sigillata Aretina i Sigillata Clara, algunes amb decoració a relleu.

### Fundació islàmica

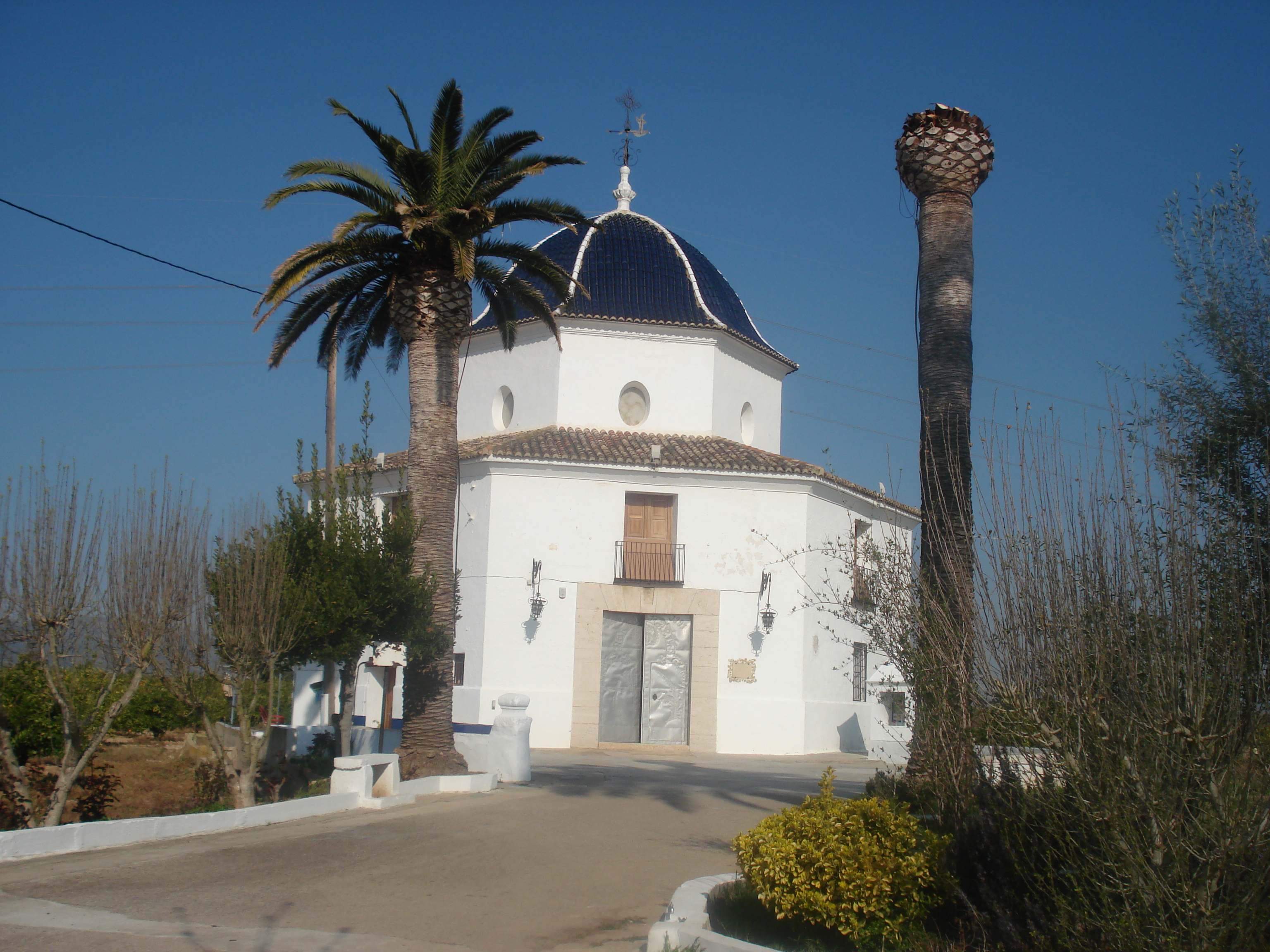
Ermita de Sant Bernat de Carlet, situada sobre el lloc on va ocórrer el martiri dels germans Bernat, Gràcia i Maria el 1242.

No serà fins la conquesta musulmana que els historiadors daten el primer poblament, pròpiament dit, a Carlet. A època islàmica es va fundar una alqueria de prou importància que els àrabs van anomenar, segons Joan Coromines, Qalaet. El poblat islàmic es va desenvolupar fins a tal punt que al segle XVI encara s'ha documentat l'existència d'una mesquita que s'ubicava a l'actual Plaça de la Vila. Aquesta mesquita acabaria essent utilitzada com a temple parroquial després d'una reforma impolsada pel patriarca Joan de Ribera. Junt a ella existia un pou que servia els musulmans per realitzar les seues ablucions. Pròxim a la mesquita existia també una torre de l'alqueria musulmana que fou derruida al segle XVI, la base de la qual serviria per edificar el campanar.

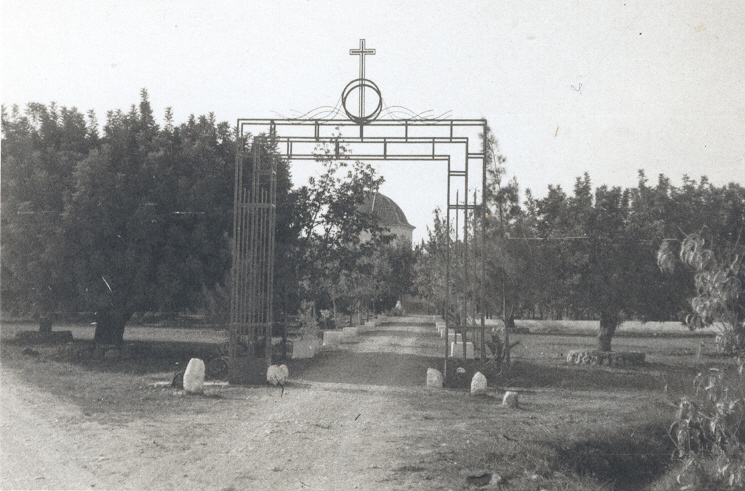
Entrada a l'ermita, foto de l'any 1967.

Durant època islàmica Carlet serà testimoni d'una sèrie de fets que marcarien la història de la població fins als nostres dies. El 1135 va nàixer a Carlet Ahmed ibn al-Mansur, més conegut com Bernat Màrtir o Bernat d'Alzira. Era fill de l'emir al-Mansur de la taifa de Carlet i el segon de quatre germans: l'hereu al-Mansur, Zaida i Zoraida. Havien nascut a l'alqueria de Pintarrafecs, a la vall d'Alcalà del Magre, a Carlet, sota la jurisdicció d'Alzira. Ahmed va ser educat amb son germà a la cort del rei musulmà de València. En 1156 va ser enviat com a ambaixador a la cort de Ramon Berenguer IV de Barcelona per a demanar l'alliberament d'uns presoners de guerra. Les negociacions no van ser fructíferes i va emprendre el camí de retorn cap a València. De camí, va aturar-se al Monestir de Poblet, fundat setze anys abans. S'hi hostatjà i, després de dos dies, va demanar ingressar a l'orde del Cister. Va ser batejat i se li va donar el nom de Bernat. En 1181 tornà a València amb la intenció d'evangelitzar la seua família. Son germà al-Mansur, que havia succeït son pare, s'hi oposà i ordenà perseguir-lo, però les dues germanes, Zaida i Zoraida, el van seguir. Les va batejar amb els noms de Maria (Zaida) i Gràcia (Zoraida). Tots tres van ser detinguts prop d'Alzira i van ser executats el 21 d'agost del mateix any, 1181. Moriren com a màrtirs i posteriorment es convertirien en els patrons d'Alzira i Carlet, coneguts popularment com els Sants Patrons o Sant Bernat i les Germanetes. En 1242 l'exèrcit cristià de Jaume I va trobar les restes en conquerir el poblat i s'hi va construir una ermita al lloc del martiri, a més d'un temple en la seua memòria, encomanat als trinitaris.

### Conquesta cristiana i època baix-medieval

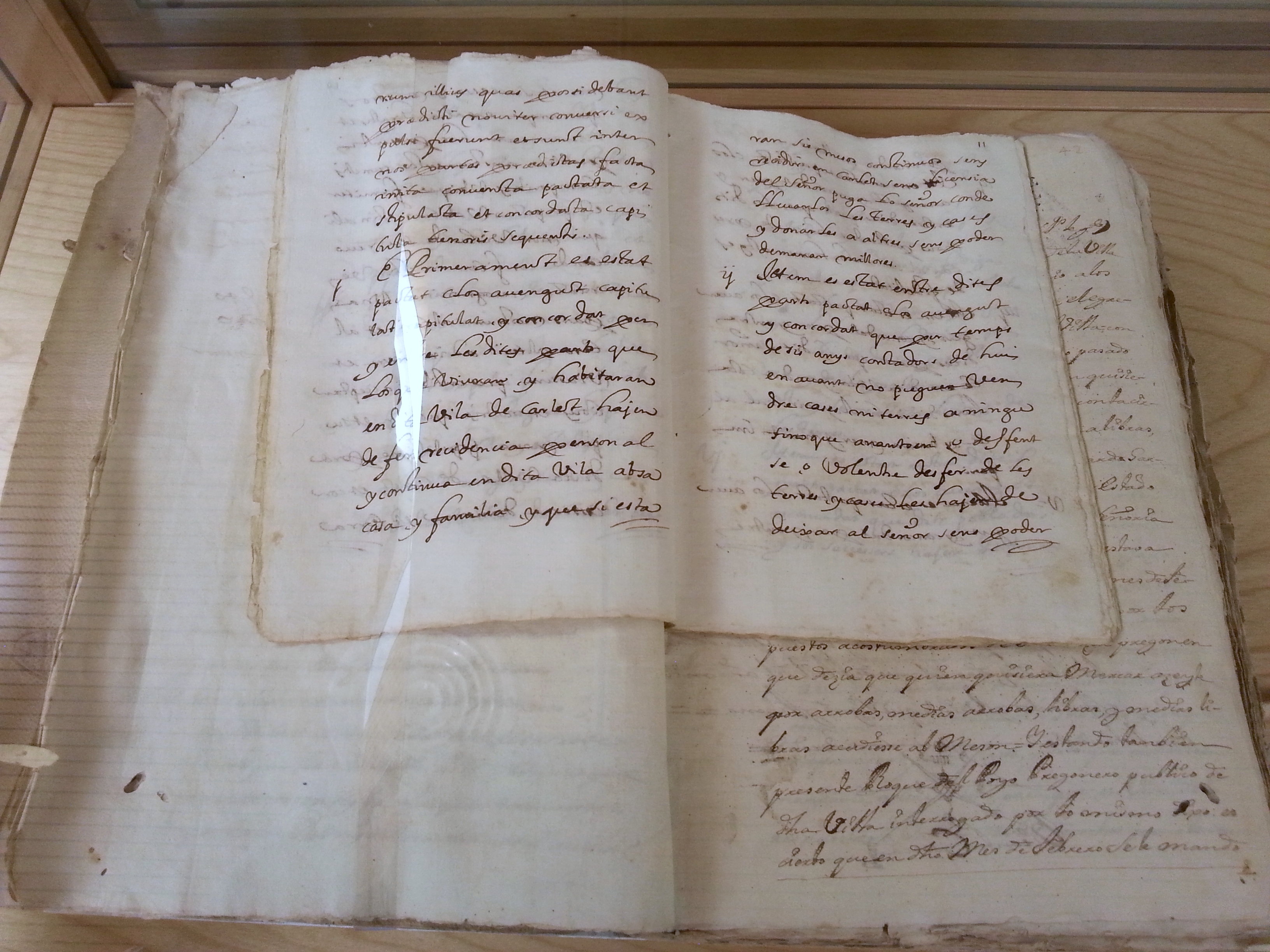
Carta pobla de Carlet, conservada a l'Arxiu del Regne de València.

La primera menció després de la conquesta cristiana és del 5 de juny de 1238 en el Llibre del Repartiment, data en què el castell i la vila de Carlet van ser donats a Pere de Montagut, qui atorgà carta pobla el 17 de gener de 1252 als pobladors musulmans que hi romangueren i delegà en Joan de Campolo, rector de l'església de Sant Andreu de València, el repoblament amb cristians de les alqueries. Després de la mort del cavaller Montagut, heretà el lloc el seu fill, Pelegrí de Montagut, en favor del qual, l'any 1274, el rei Jaume I confirmava la carta pobla de Carlet.
Al segle XIV s'ha documentat una sèrie d’importants esdeveniments que van tindre lloc a Carlet: El 23 de desembre del 1329, el rei Alfons IV concedí al senyor la meitat de les penes i el coneixement de les causes criminals, excepte les condemnes a mort i mutilació de membres. En 1348 passà a la família Vilanova i s'independitzà d'Alzira amb el títol de vila. El 1374, Vidal de Vilanova, casat amb Elvira de Montagut, va vendre Carlet als jurats de València i estos, el 1375, a Gonçal de Castellví. En 1393 Joan I va donar en fiança a Ferrer de Canet la suprema jurisdicció de Carlet, però posteriorment l'obtindria la família Castellví.

### Època moderna

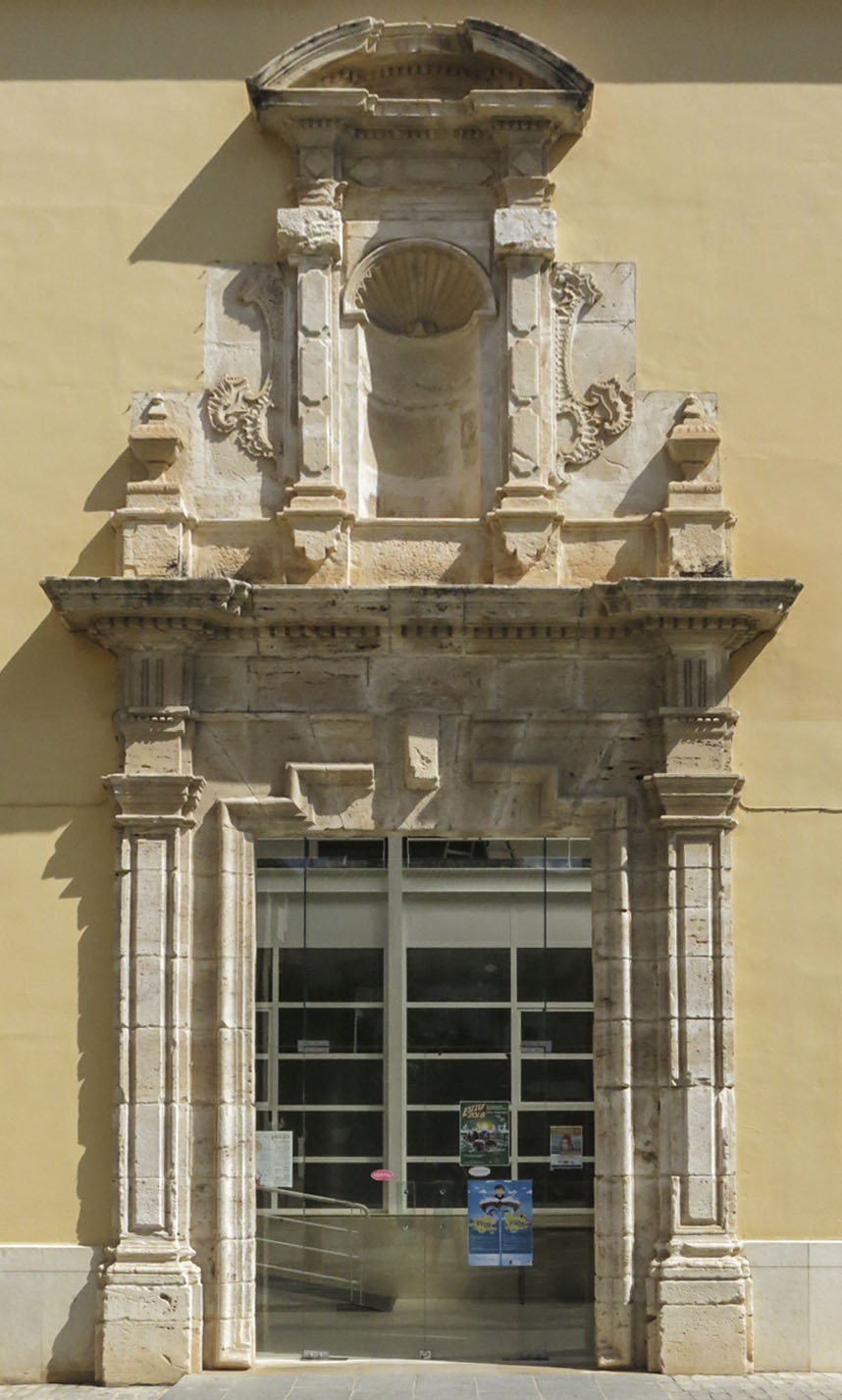
Portó de la Casa de Cultura, originalment situat al lateral de l'edifici, on s'erigia com la porta d'entrada al desaparegut Convent dels Dominics.

Durant les Germanies (1519-1522), els agermanats de Carlet van assaltar i van saquejar el castell dels Castellví. Els musulmans, que tenien condicions de vassallatge més oneroses, es van mantindre fidels al senyor i la població cristiana als agermanats. Aquesta diferenciació entre la població musulmana i cristiana resulta evident en el fet que en 1520 Carlet posseïa dues cartes de poblament, una per a mudèjars i una altra per a cristians, i el 1610, després de l'expulsió dels moriscs, se'n va donar una altra per als nous pobladors; en les del 1520 ja ostentava la suprema jurisdicció, regalies, drets (host, cavalcada, morabatí), el terç delme i el pagament de rendes emfitèutiques personals com llaurança de terra. Els mudèjars pagaven també drets de tipus musulmà com alcendia, alfarda i alfatera.
En 1604 es va crear el Comtat de Carlet a favor de Jordi de Castellví i López de Mendoza. El 1609 va tenir lloc el cens de Caracena, que documentava l'existència de 89 cristians vells i 290 cristians nous que comformaven la població total del moment. En la carta pobla del 1610 les condicions eren similars, encara que s'eliminaren els drets musulmans i els serveis personals i es va reduir la partició de l'oli. El poble quedà dividit en dos sectors: Antic i Nou, cada un amb ajuntament propi, que es renovava anualment. La resta del segle xvii estigué marcat pels continus enfrontaments dels vassalls amb el senyor per les traves que posava a la comercialització dels productes.
Pel que fa al segle XVIII, va estar marcat per la construcció de d'una capella de la comunió, sobre l'antic cementeri. Aquesta capella era indepenent de l'església, tot i que estaven just al costat no estaven comunicades, sinó que en un primer moment cadascuna tenia la seua pròpia porta. Açò va canviar l'any 1779 quan es van comunicar definitivament.

### Edat contemporània

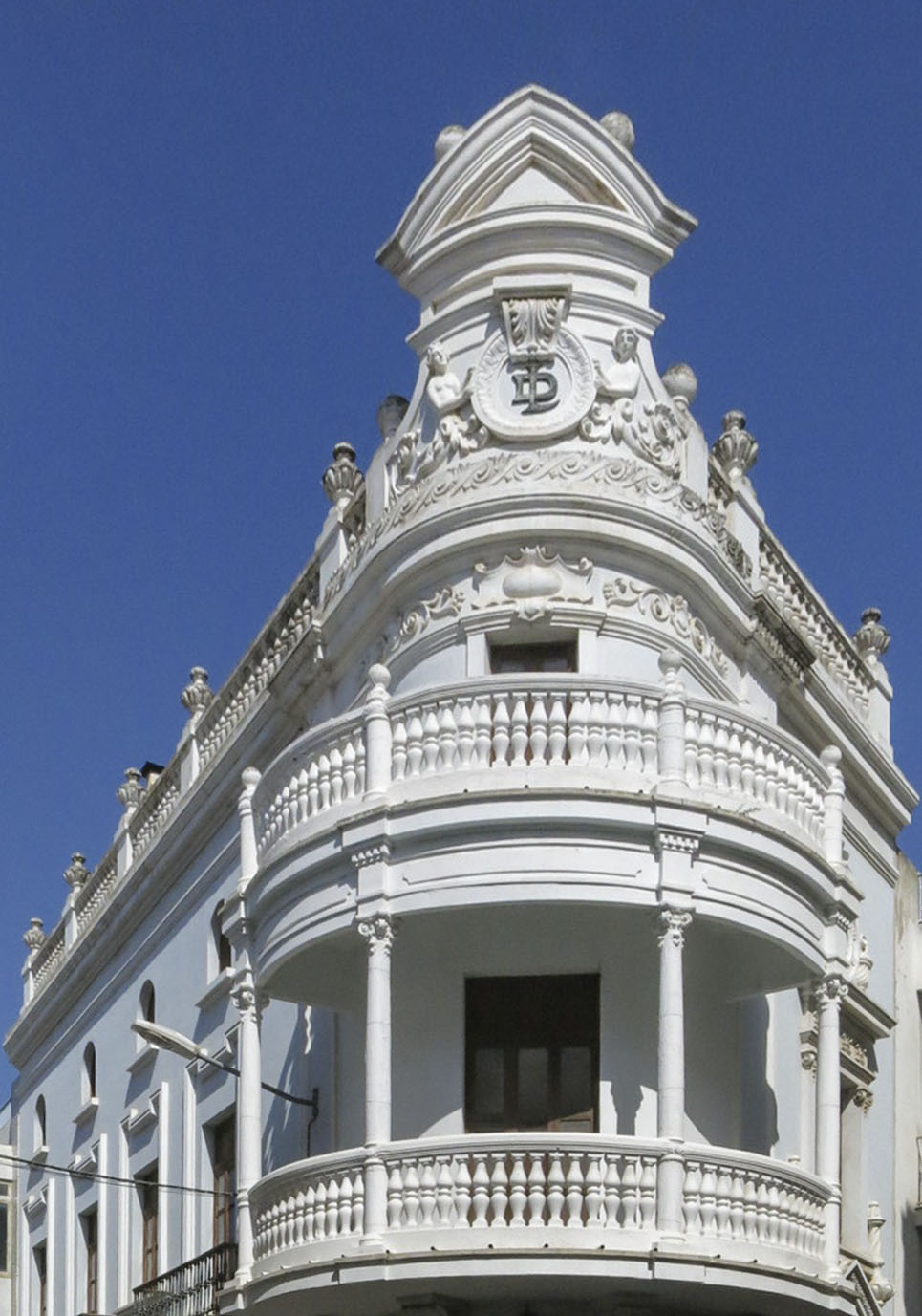
Casa Lluna, situada al carrer Major.

Al segle xix, s'ha documentat una gran quantitat de fites que van tenir lloc a la localitat. En 1801 un avalot popular acabà amb el saqueig del palau del comte. El 1805 els veïns i l'Ajuntament demanaren la incorporació a la Corona. En 1812, durant la guerra contra els francesos, el convent de la vila fou saquejat per les tropes invasores. L'any 1835 aquest mateix convent es va desamortitzar i es va dur a terme un inventari sobre el bens que hi havia. Entre aquests figuraven mes de mil llibres, cadires d'or, etc. És a partir d'aquesta desamortització, concretament el 1849, quan el claustre del convent fou destinat a ser seu dels Jutjats de Primera Instància i Instrucció, així com una presó i una escola pública.
El 1837 es van enderrocar les muralles de la localitat i només cinc anys després, el 1842, també ho fou el palau del comte de Carlet. El 8 de gener d'aquell any es va decidir derruïr el palau, conservant-se únicament una torre que a l'actualitat queda oculta entre diferents cases.

El 19 de juny de 1872 un terratrèmol va causar importants destrosses en el poble, entre els quals destaquen la pèrdua del sostre de l'església del Convent que, aquell mateix any, va ser proveït de fonts públiques. En 1891 es va derruir el palau comtal per a eixamplar alguns carrers.

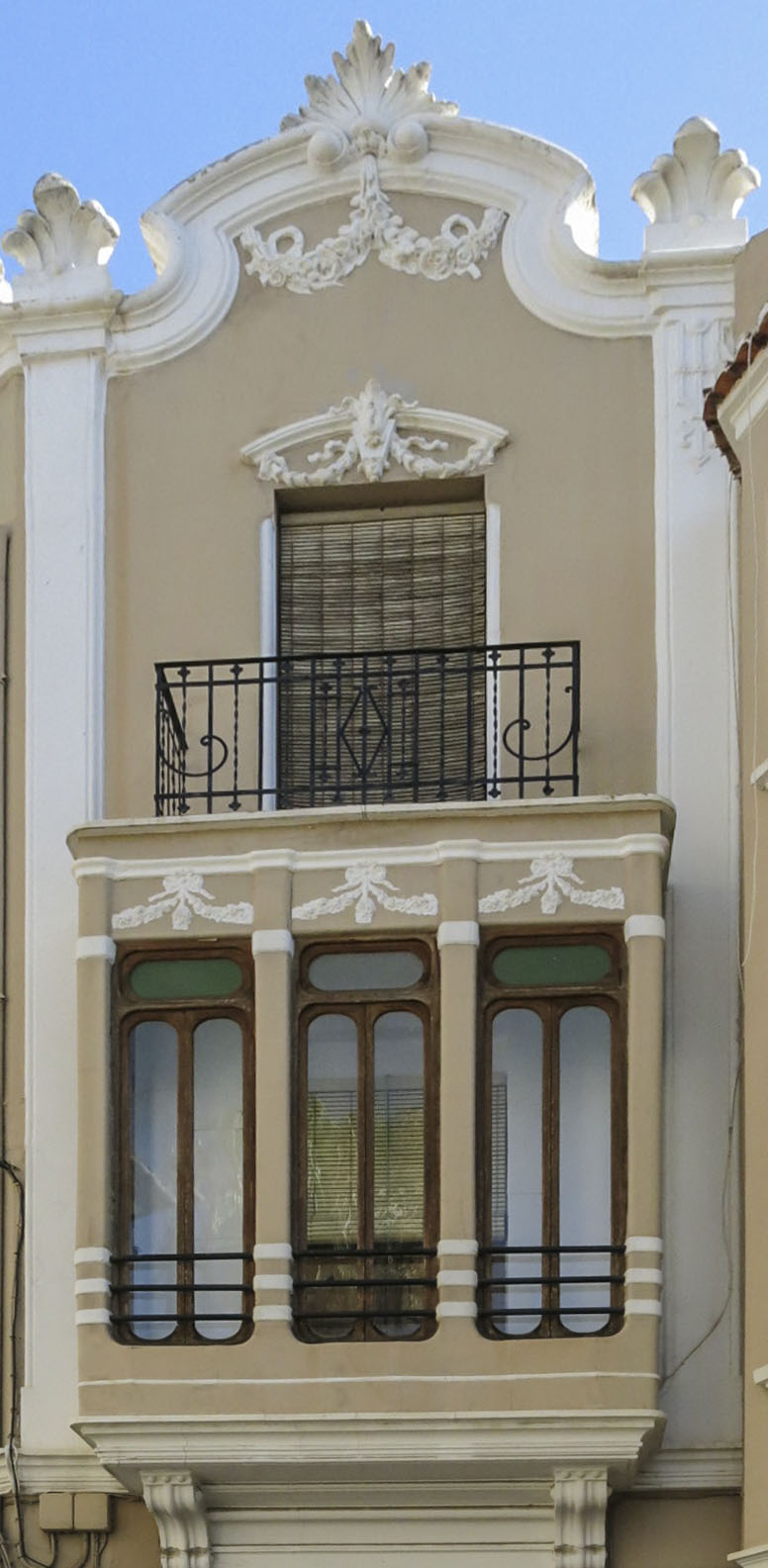
Cases típiques del centre de la localitat.

En 1894 el ferrocarril va arribar a Carlet a l'estació provisional que es va construir en la part esquerra del riu Magre. El ferrocarril de via estreta travessa el riu a través d'un pont d'obra (antigament metàl·lic) i envolta a la població pel nord i per l'oest, amb l'edifici de l'estació en rajoles roges construït en 1925, previ enderrocament de l'anterior i original, i es va convertir en una espècie de símbol de la ciutat. L'estació es va situar en el costat nord-oest de la ciutat i en l'àmplia zona dels seus voltants van anar apareixent les indústries incipients (construcció, especialment) que tenien dos avantatges d'ubicació: el servici de transport que li proporcionava el "trenet" i el fet que la pròpia via del mateix aïllava parcialment la zona industrial de la resta de la població.
El desenvolupament que li va proporcionar la construcció d'un servei de ferrocarril va ajudar a que el municipi adquirira el títol de ciutat arran d'una visita del dictador Miguel Primo de Rivera l'any 1926. Durant la Guerra Civil espanyola l'església parroquial fou saquejada i incendiada. A la fi del conflicte el monument estava completament malparat, per la qual cosa es va decidir derruïr-lo i construir-ne un de nou en l'antiga església del Convent de Dominics. Posteriorment, en 1957 una riuada va assolar la població i en 1970 va ser demolit l'antic convent i en seu lloc es va construir el nou ajuntament.
En 1982 la ciutat de Carlet va ser una de les poblacions afectades pel trencament de la presa de Tous, en el que popularment es coneix com la pantanà de Tous. La gran quantitat d'aigua acumulada de les precipitacions que van colpejar diverses comarques valencianes els dies previs al 20 d'octubre va propiciar el trencament del pantà de Tous. Açò va originar una riuada al Xúquer de 16.000 m³/s i arrasà les comarques de la Ribera Alta i la Ribera Baixa, especialment poblacions com Sumacàrcer, Gavarda, Beneixida, Alberic, Carcaixent i Algemesí.

#### DANA d'octubre de 2024
La Ribera Alta va ser una de les comarques valencianes més colpejades per la gota freda d'octubre de 2024 al País Valencià. Les precipitacions van caure des de primera hora de matí amb una gran intensitat, arribant fins els 640.8 l/m2 en menys de 24 hores. D'aquesta manera es va superar el rècord històric de precipitacions al País Valencià, que ostentaven els 520 l/m2 que van caure en Tavernes de la Valldigna durant la Gota Freda de 1996. Les intenses pluges van venir acompanyades de forts vents que van traduir-se en tornados com el que va arrasar el polígon industrial de Carlet. Fins a huit tornados es van localitzar a la Ribera, la majoria d'ells entre Catadau, Benifaió, Alginet i Carlet, tenint lloc en aquest últim el tornado de major intensitat que va durar uns vint minuts i va recórrer uns sis quilòmetres i mig amb vents d'entre 179 i 218 km/h. Les conseqüències d'aquest vent huracanat van ser la destrucció d'una dotzena de torres elèctriques, un parc solar, dues granges avícoles i nombroses parcel·les agrícoles. Açò va deixar gran part de la població sense llum durant llargues hores i va obligar els operaris a realitzar feines de reparació en les torres d'alta tensió de la localitat.

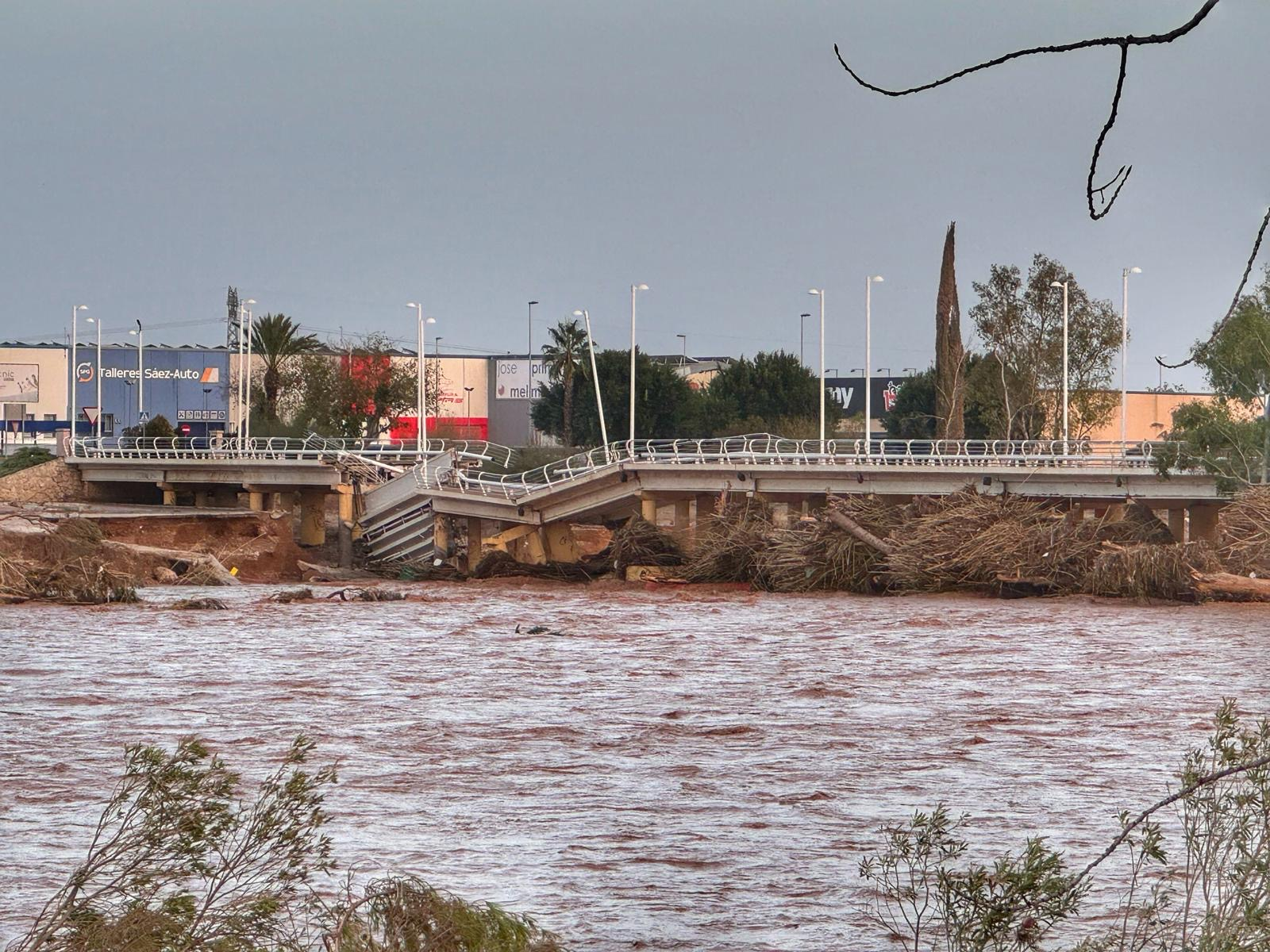
Pont de Carlet trencat per la força de l'aigua del riu Magre després de la DANA del 29 d'octubre de 2024.

Això no obstant, va ser la força de l'aigua del riu Magre la que va causar una major destrossa a la localitat. La intensitat de les pluges va obligar a desguassar al Magre 800 m³/s d'aigua a l'embassament de Forata, on van arribar fins a 2.000 m³/s. El gran volum d'aigua que s'havia descarregat en la conca alta del riu a la Plana d'Utiel, va encendre totes les alertes sobre una possible baixada torrencial cap a la zona de la Ribera i l'Horta Sud. A les 19:15 el Magre va inundar Algemesí i Carlet, on la gran avinguda de l'aigua va trencar el pont que uneix la localitat amb la seua zona industrial.
La tragèdia es va saldar amb més de 220 morts confirmades. D'entre les 87.000 persones que viuen entre Carlet, l'Alcúdia i Algemesí, 11.000 resultaren afectades directament. Fins a 110 quilòmetres de carretera i altres 6.4km de ferrocarril es van veure afectats i 194 hectàrees construides van resultar inundades. L'asfalt de les zones industrials va afavorir l'acumulació d'aigua. La DANA també va afectar llars, centres educatius, civils i esportius, convertint-se en una de les majors catàstrofes climatològiques de la història recent del País Valencià, comparable amb la Gran Riuada de València de 1957 i la Pantanada de Tous de 1982.
La protectora d'animals del municipi es va veure afectada, ja que un dels tornados va afectar directament el recinte i va deixar sense refugi prop dels 500 animals que s'hi allotjaven. Els animals van ser rescatats gràcies a una acció veïnal coordinada per xarxes socials.
Sis mesos després de la tragèdia, les conseqüències a Carlet segueixen sent molt notables. A causa del cabal del riu Magre, el pont que comunica el poble amb l'A-7 i municipis com Alginet, segueix caigut i el trànsit desviat. A l'igual que el camp d'esports "Riu Magre", on el Carlet E.M.F i l'A.C Carlet disputen els seus partits com a local, que continuen sense estadi. Les dues obres es finalitzaran previsiblement a l'octubre de 2025.
Durant aquesta DANA, les vies ferroviàries de la línia 1 de Metrovalència, també és van veure afectades.

## Demografia[18]
| 1960  | 1970   | 1990   | 1996   | 1998   | 2000   | 2002   | 2004   | 2006   | 2009   | 2013   | 2016   | 2019   | 2021   | 2024   |
| ----- | ------ | ------ | ------ | ------ | ------ | ------ | ------ | ------ | ------ | ------ | ------ | ------ | ------ | ------ |
| 9.554 | 11.742 | 14.276 | 14.366 | 14.056 | 13.975 | 14.080 | 14.622 | 14.952 | 15.527 | 15.335 | 15.384 | 15.598 | 15.851 | 16.428 |

## Economia

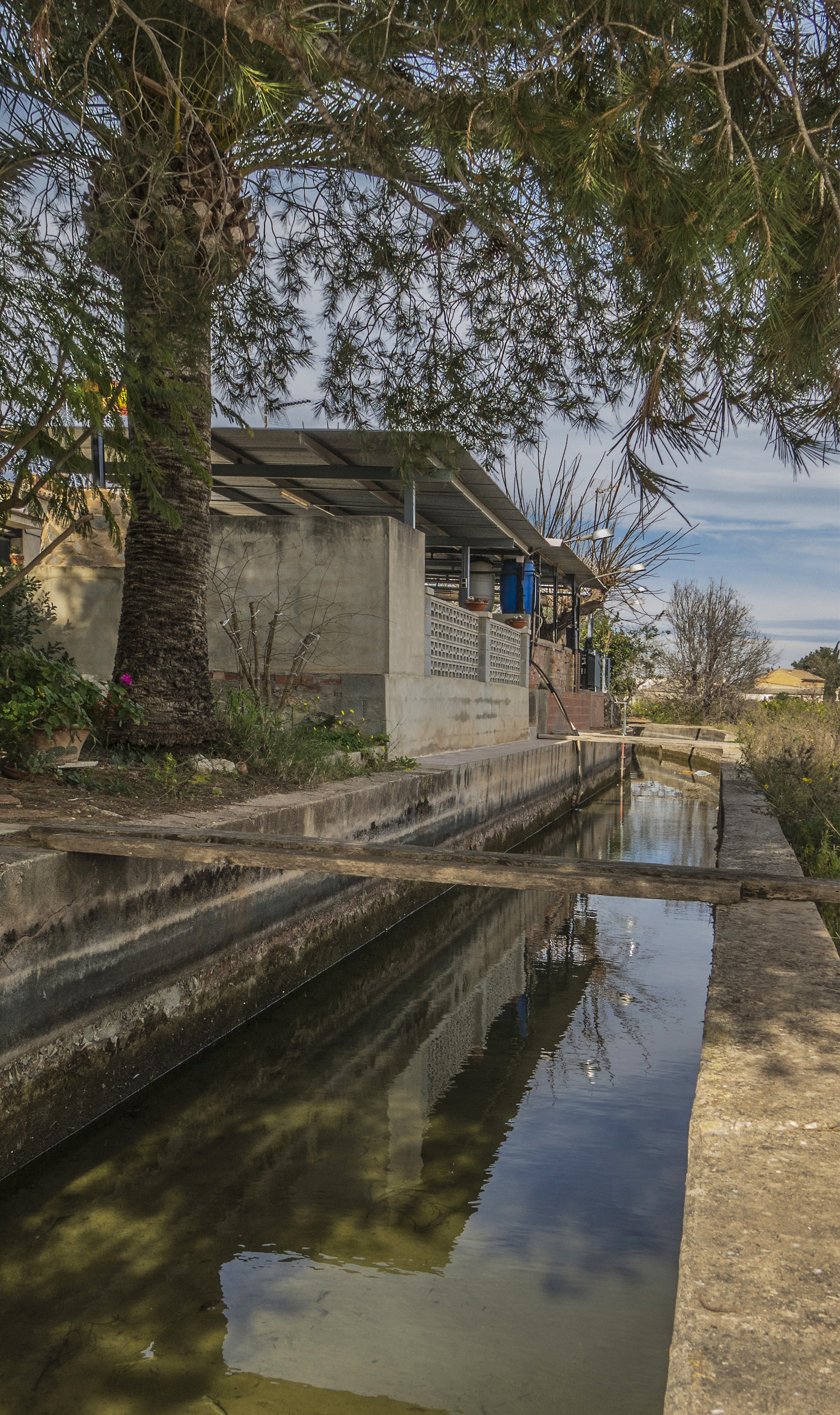
Canal dels regants valencians Alzira-Benimodo-Carlet.

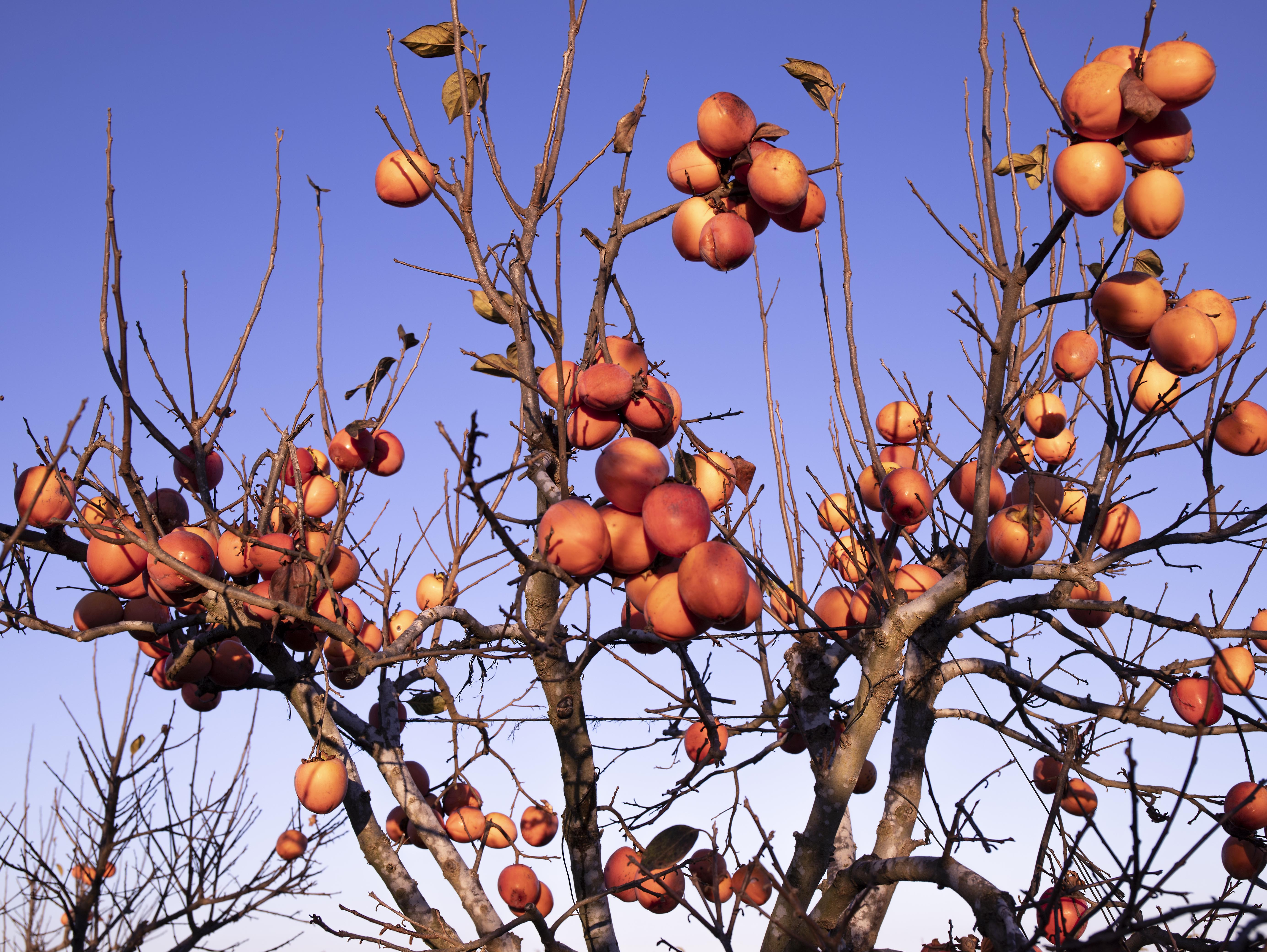
Plantació de caquis en la seua variant Ribera del Xúquer.

L'economia de Carlet és bàsicament agrícola, la qual està organitzada per la Cooperativa de Carlet (CoopCarlet), que compta amb una importància notòria entre la societat carletina, ja que gran nombre dels seus habitants hi estan vinculats. Pel que fa a la superfície, el seu conreu ocupa el 80% del sòl. El regadiu ocupa el 71,77% del terreny conreat (3.520 Ha), ocupant el tercer lloc entre els municipis de la Ribera Alta. Hi ha hagut un progrés del regadiu sobre els antics terrenys de secà, en els quals es desenvolupava la garrofera i altres arbres mediterranis de cultiu. El terme es rega amb aigües del riu Magre i nombrosos "motors" que bomben aigua dels pous més o menys profunds que abunden en tota la comarca. Algunes séquies utilitzen l'aigua del subsòl, mentre que el Canal Xúquer-Túria rega les terres compreses entre este i la Séquia Reial del Xúquer.
El cultiu més estès és el dels cítrics. En la mateixa línia que l'agricultura traidicional valenciana, el desenvolupament de la taronja ha estat fonamental històricament en l'economia carletina. A més, les condicions climàtiques específiques del municipi han permès la proliferació de cultius de fruita de pinyol o fruita d'estiu, especialment, la bresquilla.
No obstant, des de la dècada de 1960 a Carlet es va desenvolupar una forta indústria agrícola entorn a la fruita del caqui (o kaki). Aquesta fruita, originària del Japó i la Xina, va sorgir espontàniament amb una variant pròpia a Carlet, la varietat Roig Brillant. L'impuls carletí en el sector del caqui es va donar sobretot a principis del segle XXI i es va traslladar a tota la Ribera del Xúquer, naixent així la denominació d'origen Caqui Ribera del Xúquer. Açò ha valgut a Carlet la consideració de "Ciutat del Caqui", ja que tal com assenyala l'ex-alcaldessa de la ciutat, Maria Josep Ortega: "un 85% de la població viu del caqui".
La ramaderia té un desenvolupament escàs i està en funció de la venda immediata dels productes a empreses transformadores. Apareixen algunes granges amb activitats gairebé industrials en les quals es cria ramat boví, oví, cabrum, porcí i avícola.
El sector industrial es va desenvolupar en la segona meitat del segle xx, coincidint amb l'aparició d'empreses relacionades amb la fabricació de materials de construcció. S'han establert noves indústries, principalment tallers de fabricació de fusteria de fusta, metàl·lica i de PVC, magatzems de distribució de productes per a la llar, activitats relacionades amb l'hortofructicultura i la comercialització i transformació de productes agrícoles, fabricació d'envasos i embalatges.
No obstant, el parc industrial de Carlet compta a dia de hui amb empreses potents. En aquest aspecte destaquen dues factories amb seu a la ciutat de Carlet. Per una banda la productora de rosquilletes Anitin. Aquesta va ser fundada per Agustí Blay al 1994 a partir d'un forn que els seus avis, Manolo Soriano i Anita Martí, tenien a Alberic, primer, i a Benimuslem, després. Anitin té la seu a Carlet i compta amb quatre fàbriques. El 2018 l'empresa va superar la barrera dels 61 milions d'euros de xifra de negoci (61.420.000€), un 3,66% més que l'any anterior, segons consta en el registre mercantil. L'altra gran empresa amb seu a Carlet és DRUNI, controlada per les famílies Casp Sanz i Pla Casp. Aquesta cadena de perfumeries especialitzades en la venda de perfums, cosmètica, maquillatge i neteja personal, va nàixer a Carlet en 1987. El 2023 comptava amb més de 300 tendes i més de 2.000 professionals per tota Espanya.

## Comunicacions
Carlet està connectada amb la capital valenciana mitjançant l'Autovia del Mediterrani (A-7). Mentre que la carretera autonòmica CV-50 travessa la localitat de nord a sud i uneix el terme amb les veïnes poblacions de L'Alcúdia i Catadau. Compta, a més, amb una sèrie de carreteres locals que connecten Carlet amb Benimodo, Matamon, la urbanització d'Ausiàs March o Alginet, entre d'altres.

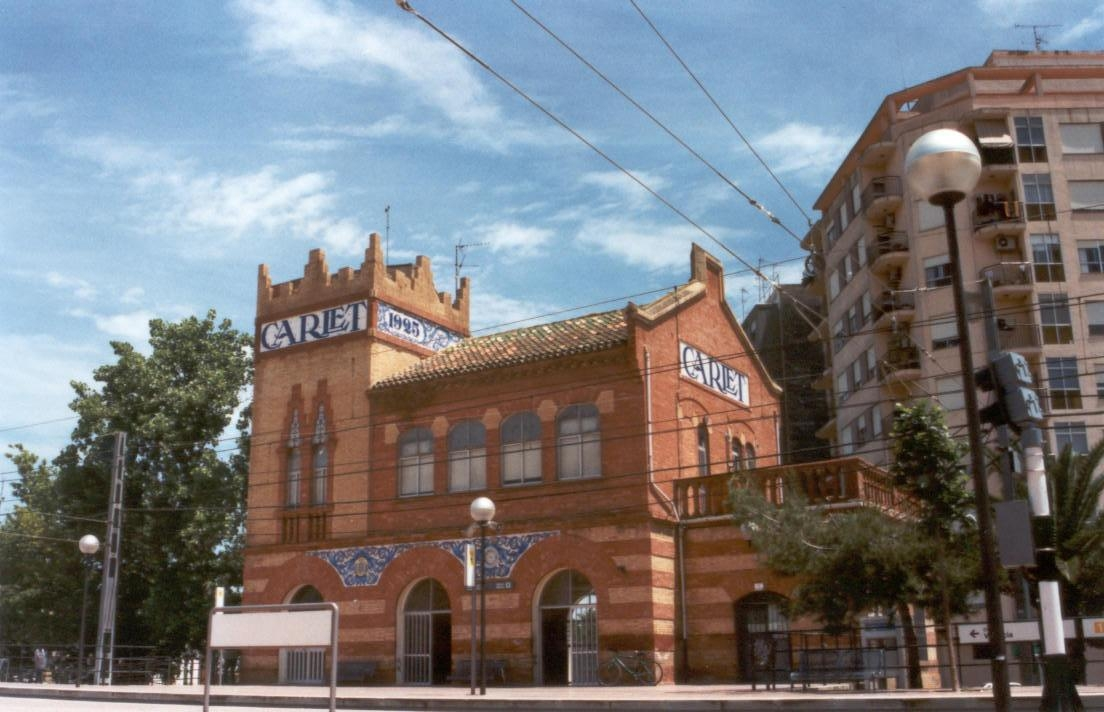
Estació de tren de Carlet, construida al 1925.

Per altra banda, la ciutat compta amb serveis de transport comarcal. Com són dues línies d'autobús que travessen la localitat. La connexió Catadau-Alzira i la de Benimodo-València.
Finalment, Carlet ha comptat històricament amb una línia de tren directe a la ciutat de València, la qual era coneguda com el Trenet. Actualment els serveis estan gestionats per MetroValència. Carlet compta amb dos parades de metro al seu terme. L'aparador d'Ausiàs March i l'estació de Carlet, construida al 1925. Ambdues formen part de la Zona C de la Línia 1, la qual connecta Bétera (Camp de Túria) amb Castelló (Ribera Alta). Aquesta línia és de ferrocarril (FGV) fins que arriba a la ciutat de València, moment en què baixa al subsol per travessar la capital.

## Política i govern

### Composició de la Corporació Municipal
El Ple de l'Ajuntament està format per 17 regidors. En les eleccions municipals de 28 de maig de 2023 foren elegits 9 regidors del Partit Popular (PP), 4 del Partit Socialista del País Valencià (PSPV-PSOE), 3 de Compromís per Carlet (Compromís) i 1 de Vox.
| Eleccions municipals de 28 de maig de 2023 - Carlet |                                          |                                     |                                     |         |          |          |
| Candidatura | Candidatura                              | Candidatura                         | Cap de llista                       | Vots    | Vots     | Regidors |
| | Partit Popular                           |                                     | Laura Sáez Martínez                 | 3.855   | 49,58%   | 9 (+1)   |
| | Partit Socialista del País Valencià-PSOE |                                     | Lola Navarro Lacuesta               | 1.611   | 20,72%   | 4 ()     |
| | Acord per Guanyar-Compromís per Carlet   |                                     | Carla Cebrián Sánchez               | 1.551   | 19,94%   | 3 (-2)   |
| | Vox                                      |                                     | Francisco Javier Marí Ventura       | 481     | 6,18%    | 1 (+1)   |
| | Sumem per Carlet - Acord Municipal (AM)  |                                     | Josep Sola Sanz                     | 219     | 2,81%    | 0 ()     |
| | Vots en blanc                            |                                     |                                     | 58      | 0,74%    |          |
| Total vots vàlids i regidors | Total vots vàlids i regidors             | Total vots vàlids i regidors        | Total vots vàlids i regidors        | 7.775   | 100 %    | 17       |
| | Vots nuls                                | Vots nuls                           | Vots nuls                           | 84      | 1,06%    |          |
| Participació (vots vàlids més nuls) | Participació (vots vàlids més nuls)      | Participació (vots vàlids més nuls) | Participació (vots vàlids més nuls) | 7.859   | 70,38%** |          |
| Abstenció | Abstenció                                | Abstenció                           | Abstenció                           | 3.306*  | 29,61%** |          |
| Total cens electoral | Total cens electoral                     | Total cens electoral                | Total cens electoral                | 11.165* | 100 %**  |          |
| Alcaldessa: Laura Sáez Martínez (PPCV) (17/06/2023) Per majoria absoluta dels vots dels regidors (9 vots: 9 de PPCV) |                                          |                                     |                                     |         |          |          |
| Fonts: https://www.naciodigital.cat/eleccions/municipals2023/municipi/46085/carlet https://www.levante-emv.com/ribera/2023/05/28/resultados-elecciones-municipales-carlet-ribera-87920230.html https://www.levante-emv.com/elecciones/municipales/28m/carlet/ https://www.ondacero.es/elecciones/municipales/resultados-carlet_valencia-2023/ (* No són vots sinó electors. ** Percentatge respecte del cens electoral.) |                                          |                                     |                                     |         |          |          |

### Alcaldes en democràcia
Des de juny de 2023 l'alcaldessa de Carlet és Laura Sáez Martínez (PPCV).
| Període                       | Alcalde o alcaldessa                             | Partit polític      | Data de possessió     | Observacions |
| ----------------------------- | ------------------------------------------------ | ------------------- | --------------------- | ------------ |
| 1979–1983                     | Octavio Balaguer Lerchundi                       | PSPV-PSOE           | 19/04/1979            | --           |
| 1983–1987                     | Octavio Balaguer Lerchundi                       | PSPV-PSOE           | 28/05/1983            | --           |
| 1987–1991                     | José Suey García                                 | PSPV-PSOE           | 30/06/1987            | --           |
| 1991–1995                     | Salvador García Carbonell                        | UPV                 | 15/06/1991            | --           |
| 1995–1999                     | María Ángeles Crespo Martínez                    | PP                  | 17/06/1995            | --           |
| 1999–2003                     | María Ángeles Crespo Martínez                    | PP                  | 03/07/1999            | --           |
| 2003–2007                     | María Ángeles Crespo Martínez                    | PP                  | 14/06/2003            | --           |
| 2007–2011                     | María Ángeles Crespo Martínez                    | PP                  | 16/06/2007            | --           |
| 2011–2015                     | María Ángeles Crespo Martínez                    | PP                  | 11/06/2011            | --           |
| 2015–2019                     | Maria Josep Ortega Requena                       | Compromís           | 13/06/2015            | --           |
| 2019-2023                     | Maria Josep Ortega Requena Lola Navarro Lacuesta | Compromís PSPV-PSOE | 15/06/2019 15/10/2021 | -- Pacte     |
| Des de 2023                   | Laura Sáez Martínez                              | PP                  | 17/06/2023            | --           |
| Fonts: Generalitat Valenciana |                                                  |                     |                       |              |

### Ciutats Agermanades
- Baler, Filipines
- Chilly-Mazarin, França
- Alzira, Ribera Alta

## Monuments

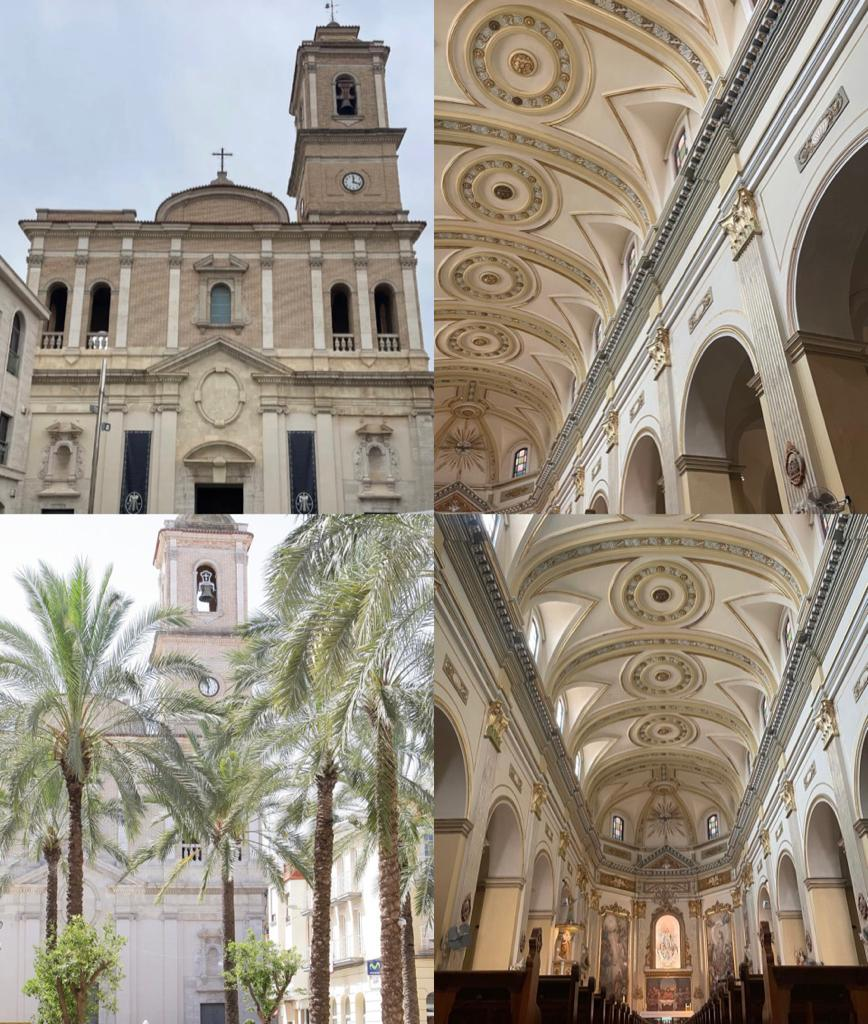
Església de l'Assumpció de Carlet.

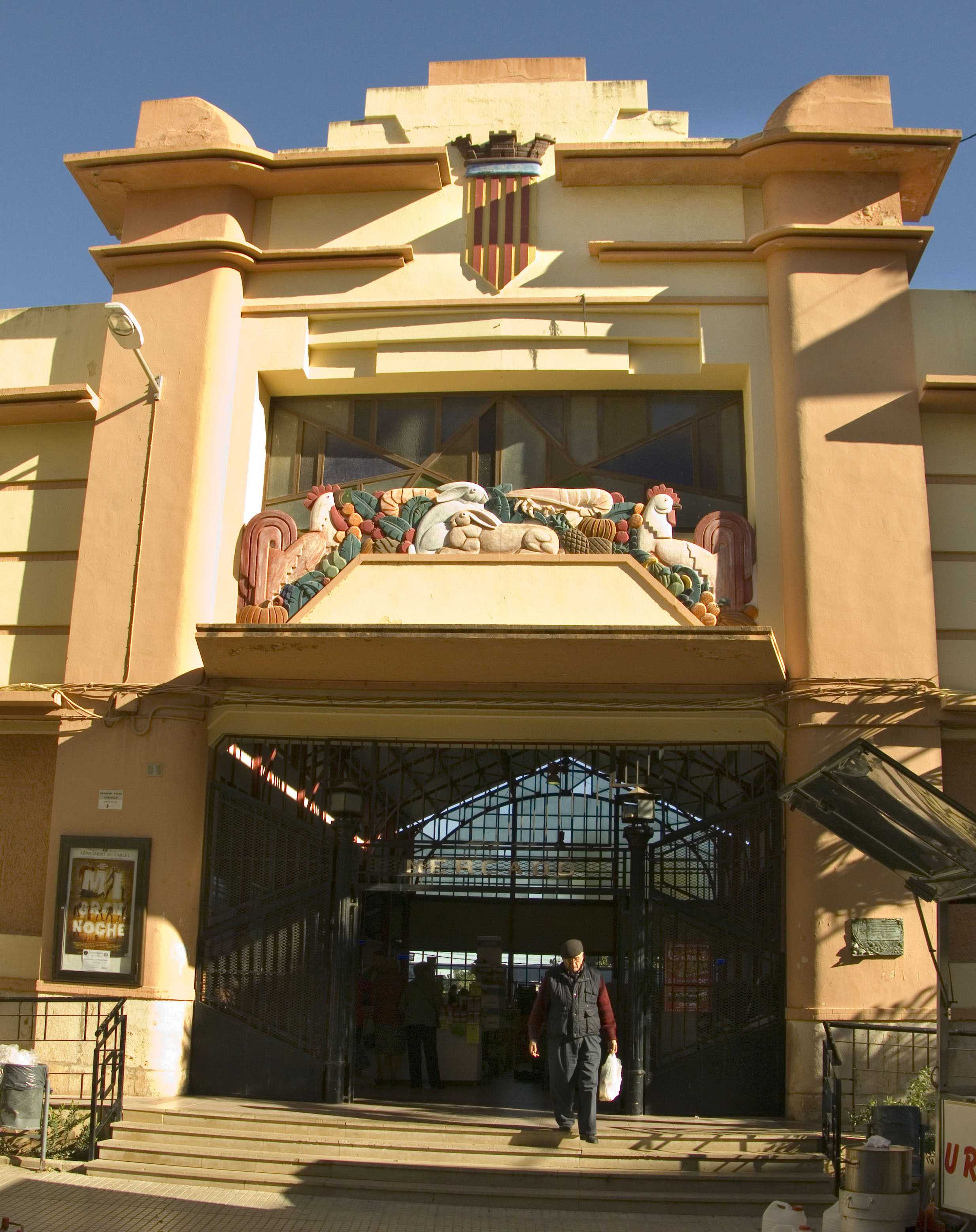
Mercat Municipal

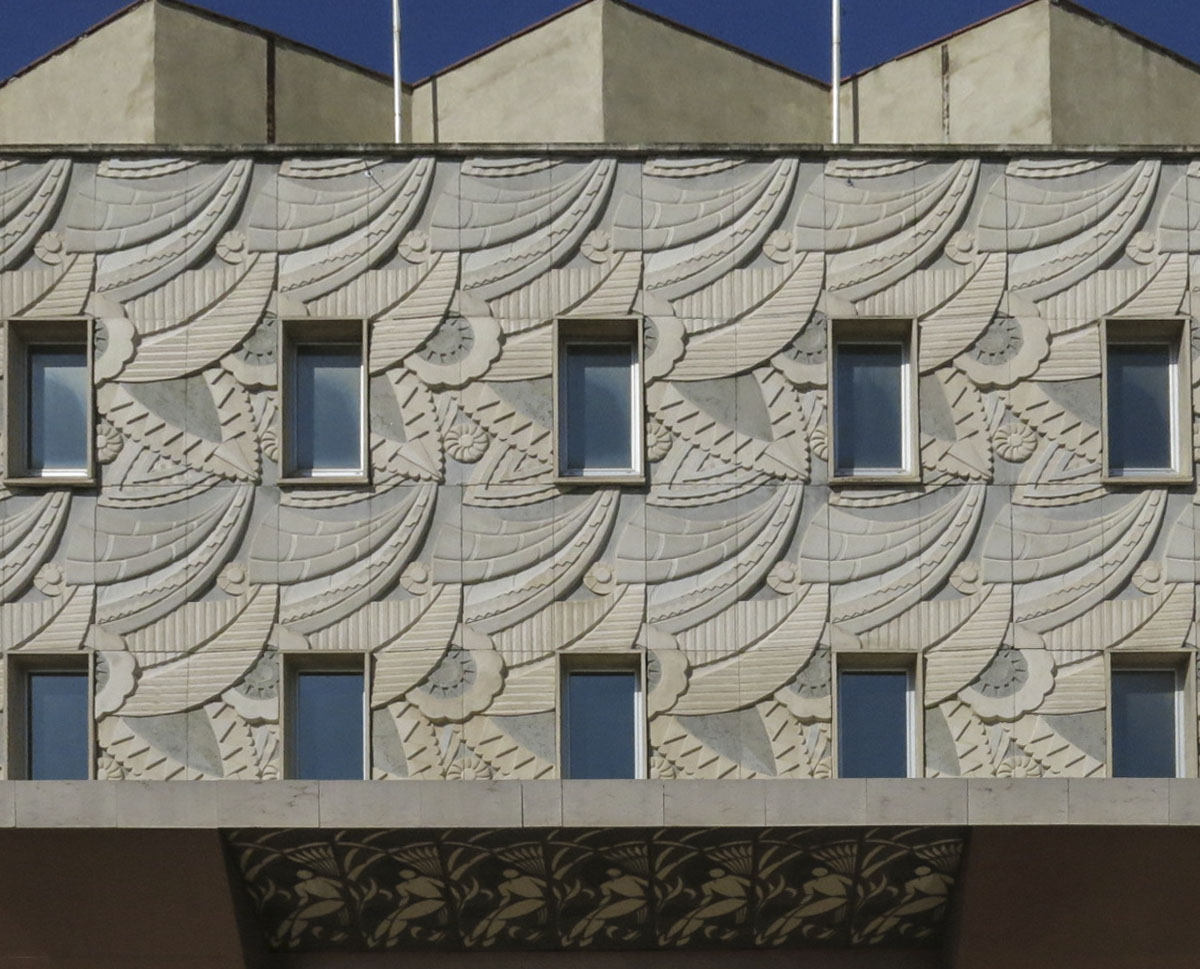
Vista del lateral del Teatre Giner.

Al llarg del carrers Sant Bernat (també conegut com de les Flatoses), Major, Cor de Jesús (antic carrer de les Reixes) i de la plaça Major trobem edificis d'interès restaurats. Pel que fa a la resta del patrimoni, cal destacar:
- Església de l'Assumpció. Dividida en dues plantes de què la baixa era l'antic convent de dominics. La façana fou restaurada en 2002.

- Ermita de Sant Bernat. Excepcionalment, de planta heptagonal (set costats). De 1766. S'hi celebra una romeria anualment i molts amics i famílies hi van de paella els caps de setmana.

- Parc Escolar, mot popular del col·legi Juan Vicente Mora. És obra de l'arquitecte Francesc Mora Berenguer i fou inaugurat el 1926 amb presència del dictador Miguel Primo de Rivera. En un primer moment comptava amb un saló d'actes, acompanyat per una biblioteca i un museu. Aquest edifici central fou derribat l'any 1978 i es va substituir per una sèrie d'edificis on s'alberguen diverses aules.

- Residència La Llum. Antic Hospital Municipal, la qual cosa explica el seu nom original, "La Llum", ja que era el lloc on anaven les dones a donar llum. De planta anterior, fou reconstruït en 1910 en estil neoclàssic. Amb el pas del temps, l'edifici va donar lloc a noves activitats. Allí estaven els estudis de Ràdio Matamon fins a mitjans de la dècada dels 90.

- Estació del Ferrocarril. L'estació actual va substituir una primera provisional construïda arran de l'arribada del ferrocarril a Carlet l'any 1894. El1925 es va optar per aquesta nova construcció modernista que va resultar tot un referent en l'arquitectura ferroviària valenciana de l'època, ja que és considerada com un dels majors exponents modernistes de la zona. El projecte és obra de l'arquitecte Francesc Mora Berenguer. Revestida interiorment amb ceràmica fabricada expressament amb dissenys propis, fou buidada interiorment, desapareguent tots els trets característics interiors. A més, combina diversos estils artístics, ja que compta amb finestres que recorden edificacions àrabs i està rematat per un emmerletat mudèjar. Actualment, l'estació està declarada com a Bé de Rellevància Local i és propietat de Ferrocarrils de la Generalitat Valenciana (FGV), oferint serveis de metro corresponents a la línia 1 de Metrovalència.

- Els Pinets. Antics dipòsits d'aigua. De 1927.

- Mercat Municipal. Obra de l'arquitecte valencià Mariano Peset Aleixandre, el mercat fou inaugurat l'any 1934. La seua façana és una vella mostra d'art déco, presidida per l'escut de Carlet en època republicana.

- Teatre d'El Siglo. Recreació a menor escala de l'antic Teatre Princesa de València. Inaugurat el 2 de febrer de 1889 i referent des d'aleshores en la cultura i en l'oci carletí. Catalogat d'Interés Local, és propietat municipal i es troba en un estat de conservació lamentable. La subvenció que la Generalitat valenciana havia concedit per a la seua rehabilitació fou utilitzada per l'Ajuntament per a comprar i rehabilitar el Saló Giner, construït als anys 60.

- Teatre Giner (Salón Giner). Construït en 1912 sobre una antiga fàbrica de vins. Als anys 60 va ser enderrocat i edificat un cinema cobert i un altre d'estiu. Posteriorment el d'estiu es va convertir en discoteca, sala de recepcions, bodes i similars. En ser adquirit per l'Ajuntament de Carlet —reutilitzant una subvenció que havia de servir per rehabilitar el Teatre del Siglo–, fou rehabilitat entre 1999 i 2002, amb una superfície d'uns 3150 m², i també s'afegí escenari a l'antic cinema, que no en tenia.
- Matamon[25]. Amb una altitud de 502 metres, Matamon és considerat el punt amb la major altitud del municipi de Carlet.

## Cultura i espectacles

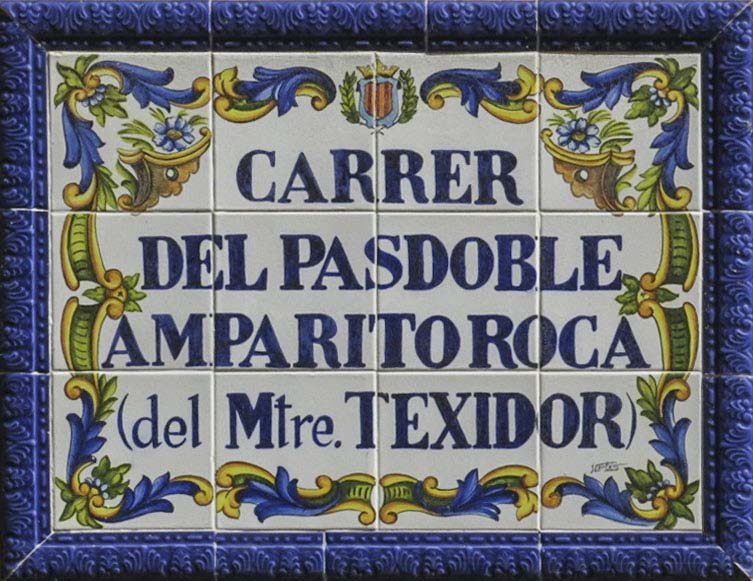
Carrer dedicat al pasdoble Amparito Roca en ceràmica tradicional carletina.

Fidel a la tradició musical valenciana, Carlet compta amb dues bandes de música, L'Artística i La Unió Musical i una Coral Polifònica; s'ha d'esmentar la important tasca que fa l'Associació Cultural "El Trencall", que treballa en la recuperació del folklore carletí i la Big Band Nou Mil·lenni, dedicada a la musica Jazz.
La tradició musical de Carlet es demostra en la gran quantitat de peces de música històriques en la cultura valenciana:
- El Bolero de Carlet i Les Seguidilles són peces molt conegudes des de mitjan segle xx.[26]
- El pasdoble Pepita Greus fou compost pel director d'orquesta i compositor carletí Pasqual Pérez Choví al 1926.
- El pasdoble Amparito Roca fou compost pel mestre Jaume Teixidor Dalmau quan era el director de la Banda Primitiva de Carlet i dedicat a una alumna de piano i amiga de la seua filla.[27] Aquest és un dels pasdobles valencians més reconeguts.
- La Jota Redona de Carlet és un bon exemple de la variant valenciana de la jota.

## Esport
- Carlet EMF - AC Carlet:[28] L'equip del poble, disputa els seus partits com a local al Camp D'esports  "Riu Magre". L'AC Carlet, va obtindre el seu major èxit a la temporada 1956-1957 on van disputar la tercera divisió. Actualment, es troba a la Segona FFCV, encara que ja han certificat el descens a la Tercera FFCV.
- Coixos Carlet: Club d'Atletisme, la seua seu es troba al Poliesportiu Municipal.
- Club de Tenis: És un club situat al camí del cementeri. Recentment s'ha disputat un ITF 15,[29] en el que van participar jugadors referents com, el tenista local Carles Córdoba o el TOP-4 del món junior, Andrés Santamarta, tots dos van eixir vencedors del torneig de dobles.
- Escola de ciclisme Big Bikes: L'escola ciclista del poble organitzada per la tenda "Big Bikes", on els seus ciclistes plenen els llocs de "podium" a quasi cada competició.
- TriCarlet: Escola de triatló, disputa la primera divisió de la Comunitat Valenciana.

## Gastronomia

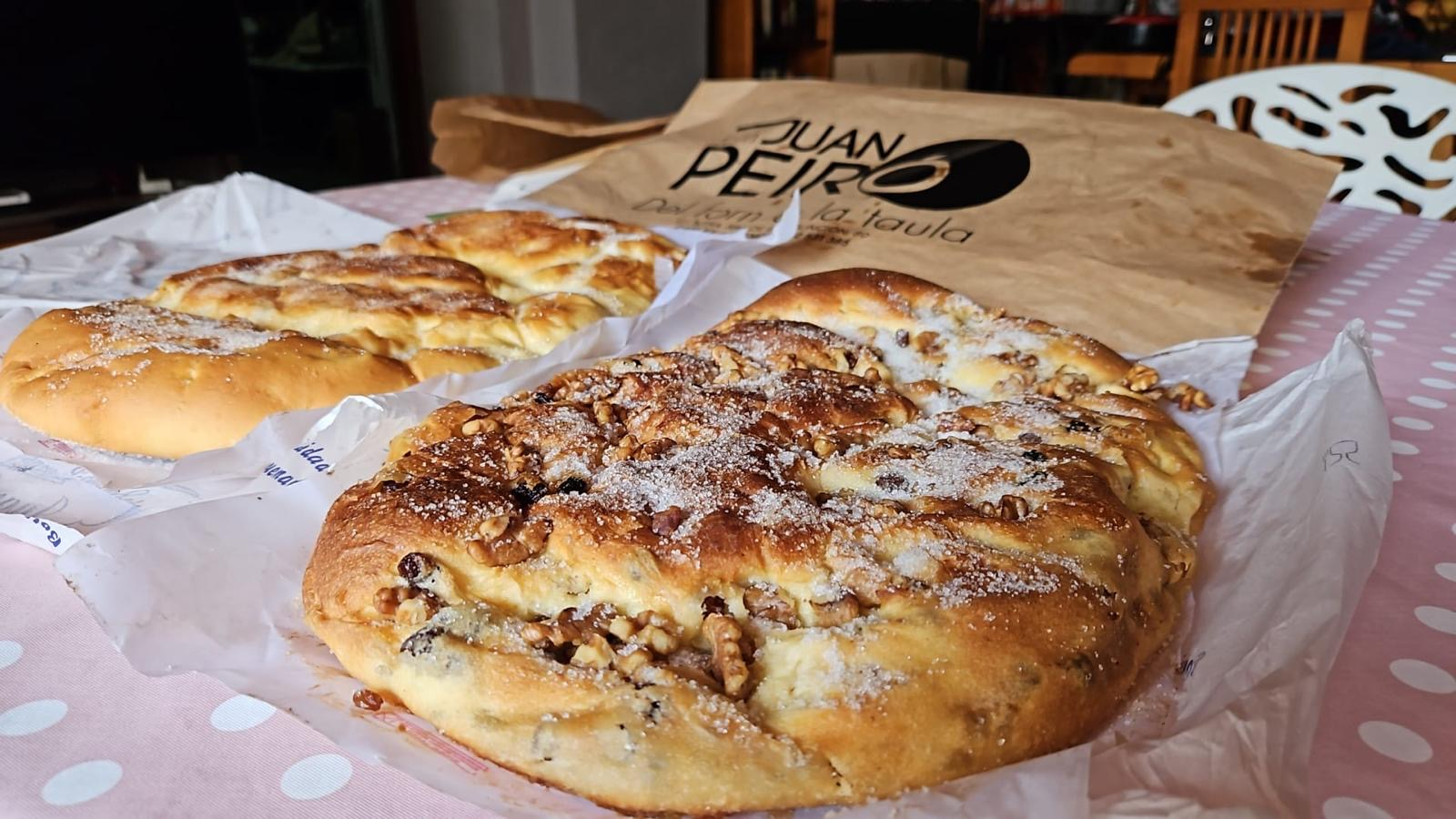
Coca saginosa, dolç tradicional de Carlet.

La cuina carletina és variada i s'inclou dins de la gastronomia típica valenciana. Entre els seus plats més destacats es troben l'arròs al forn, l'arròs caldós, la paella, l'arròs en caçola, la sardinà i la rosca en all. És també famosa la salmorra, és a dir, la conserva pimentó verd i tomaques en agua i sal. Antigament s'acostumava a menjar sang amb ceba. Pel que fa als dolços, destaquen la coca saginosa o coca de segí, la qual és una coca de tonya recoberta de sucre i mantega que és tradicional especialment durant la Setmana Santa, tot i que es pot trobar en pastisseries i forns de pa durant tot l'any. Tal és la importància que té la coca saginosa a Carlet que als últims anys s'organitza una fira dedicada a aquest dolç tradicional.

## Festes
- Festes Patronals: La setmana que acaba en el segon diumenge de setembre en honor de Sant Bernat i les germanes, Santa Bàrbara i Santa Maria de Carlet, entre d'altres. Aquestes festes patronals es troben elaborades cada any per una colla de joves del poble, el 2024 va ser el torn de "Festers sense pase"[31] i el 2025 "Festers Tot x L'aire". Aquestes festes són famoses entre els jovens de la ribera alta per les seues festes als "casetons" i la cavalgata de carrosses i comparses. Mentre que els més majors disfruten de les seues verbenes, pregó o la "Revetla" del mantó de manila.

- Romeria a l'Ermita de Sant Bernat: El dia 23 de juliol es celebra aquest acte commemoratiu al patró de Carlet.
- Falles: Aquestes festes han rebut, als últims anys, un gran auge entre la societat carletina, fins al punt que a la ciutat es troben set comissions falleres: Falla El Vidre; Falla Pensat i Fet; Falla País Valencià; Falla El Cresol; Falla Avinguda Blasco Ibáñez; Falla Plaça Espanya; i Falla El Futbol.
- Setmana Santa: Es duen a terme diverses processons pels carrers de la ciutat, destacant la del Divendres Sant.

## Fills il·lustres
Categoria principal: Carletins
| - Bernat Màrtir (Carlet 1135 - † Alzira 1181), fill de l'emir de la taifa de Carlet que es va convertir al cristianisme i es va convertir en el patró de la ciutat. - Francesc Balaguer i Primo (Carlet 1841 - † Madrid 1880), enginyer industrial, periodista i polític. - Ramón Buades Tormo (Carlet 1876 - † Carlet 1936), llaurador i combatent. Membre dels "últims de les Filipines". - Pasqual Pérez Choví (Carlet 1889 - † Alginet 1953), músic, compositor i director d'orquestra. - Juan Bosch Marín (Carlet 1902 - † Madrid 1995), metge i fundador d'UNICEF-España. - Francesc Xavier Casp i Verger (Carlet 1915 - † València 2004), poeta i activista polític. - Francisco Pelló Hernandis (Carlet, 1935 - † Rosario, Argentina, 2021), pintor, escultor i escenògraf. - Ricard Garcia Sanchis (Carlet, 1935 - 2013), futbolista - Perfecto Garcia Chornet (Carlet 1941 - † Alzira 2001), pianista i catedràtic del Conservatori Superior de Música de València. - María Ángeles Crespo Martínez (Carlet, 1949), alcaldessa entre 1995 i 2015. - Bernat Sòria Escoms (Carlet, 1951), metge i científic, ministre de Sanitat i Consum (2007-2009). | - Xavier Casp - Francisco Pelló - Perfecto Garcia Chornet - Bernat Sòria |

## Imatges històriques del Trinquet de Carlet

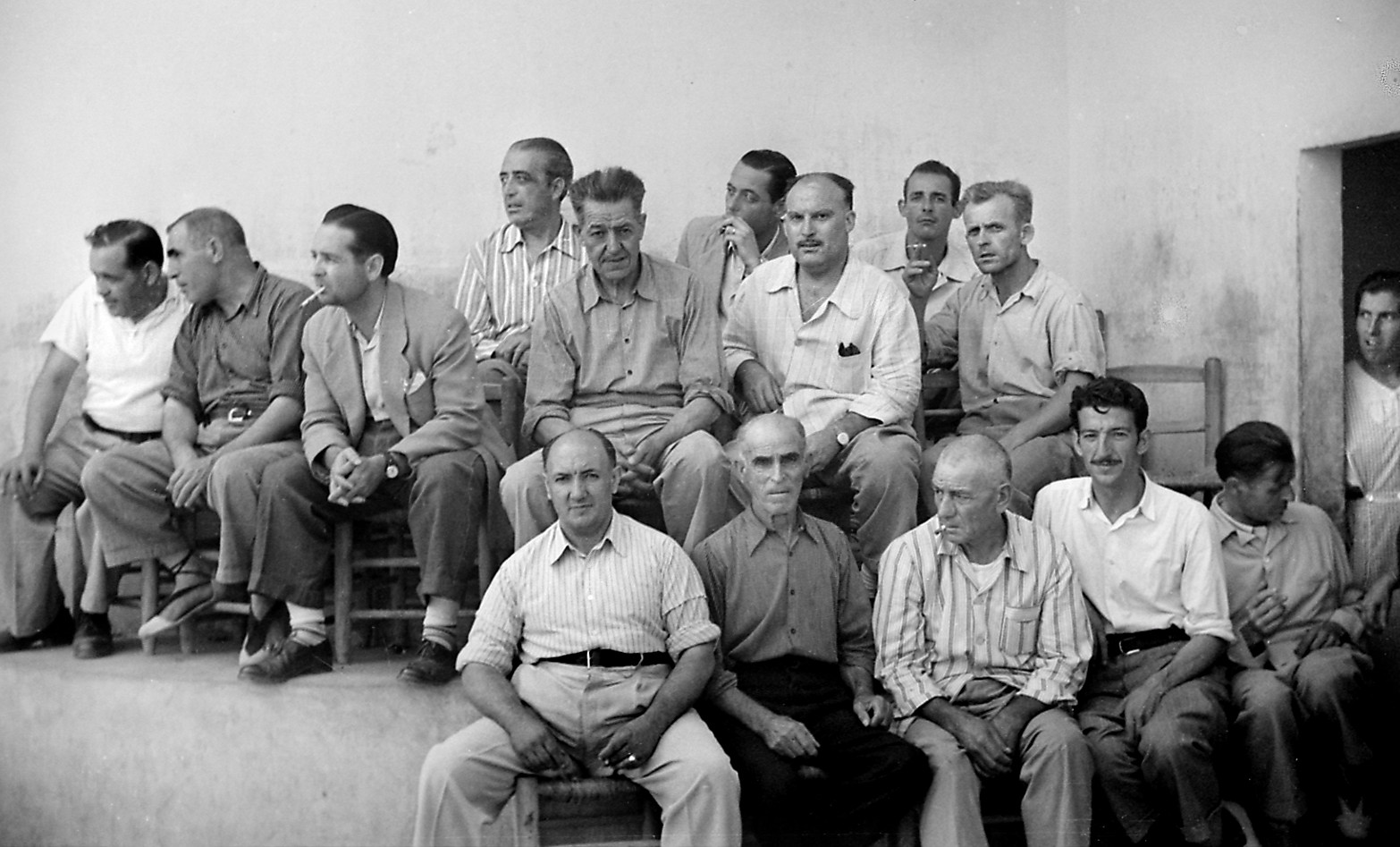
Trinquet
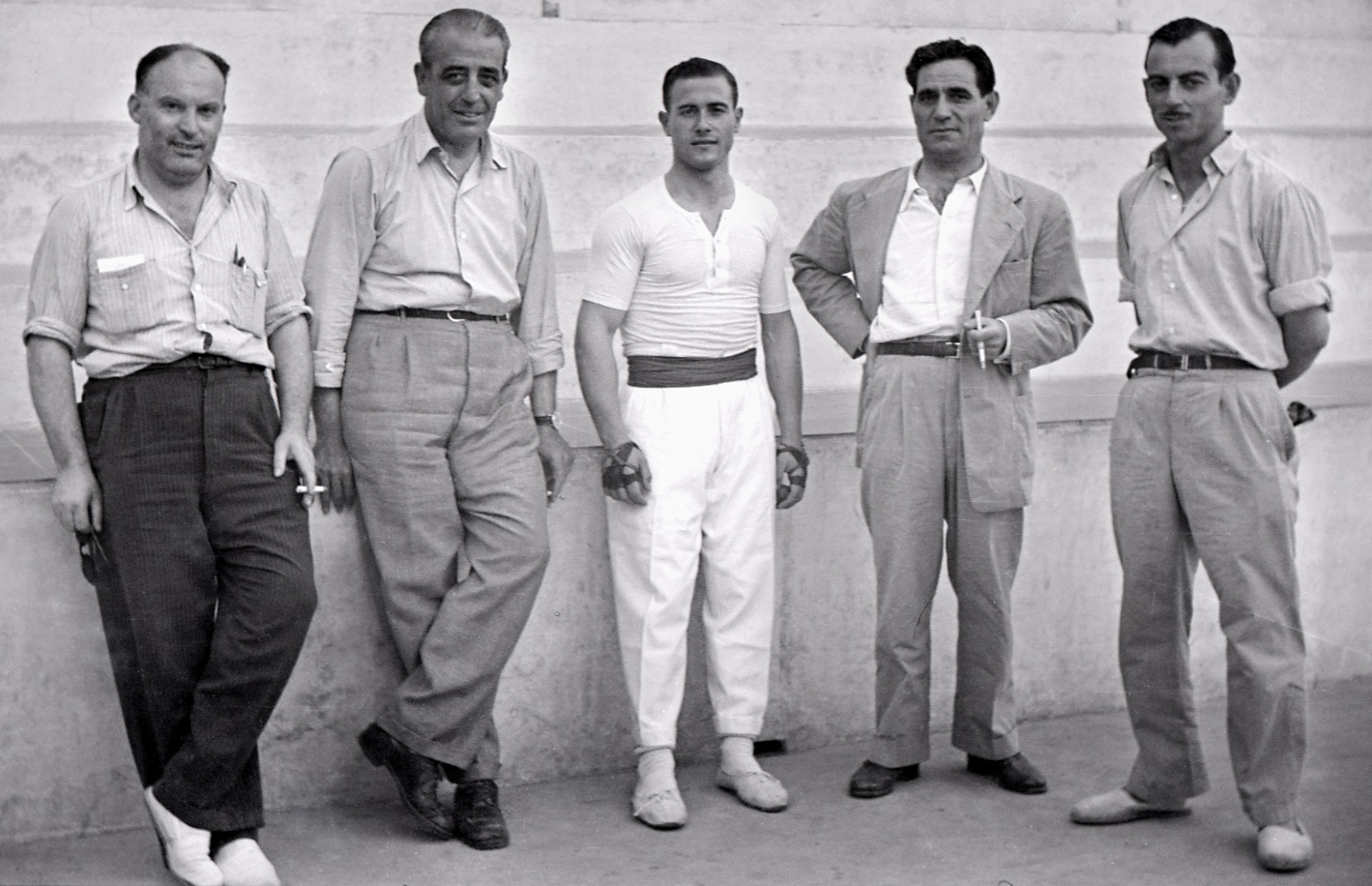
Julio Palau Lozano d'Alginet, al trinquet de Carlet
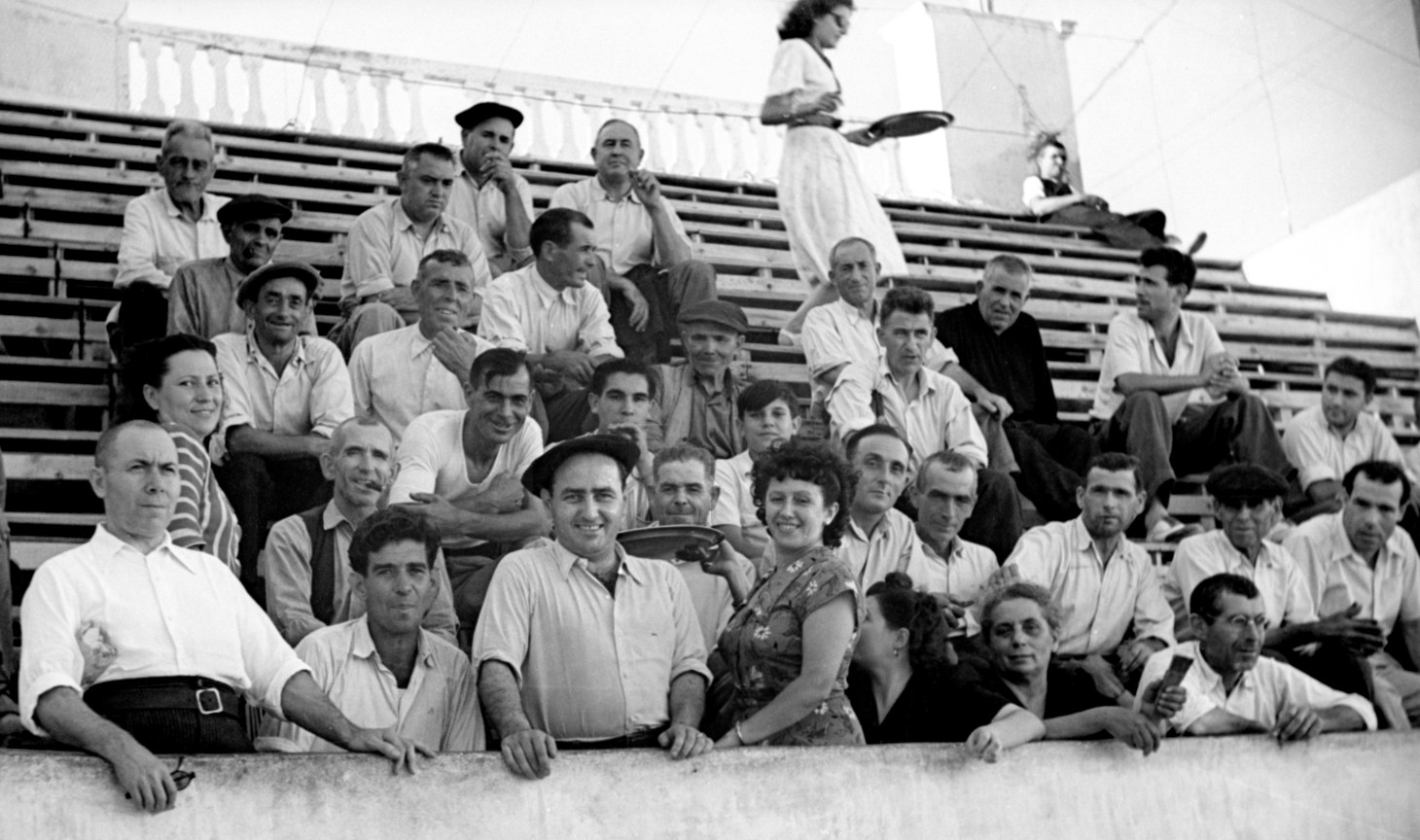
Trinquet